# Калюжний Наум Михайлович
Калюжний Наум Михайлович (справжнє прізвище — Шейтельман; 8 березня 1886, Устивиця, Великобагачанський район, Полтавська область — 17 листопада 1937, Харків) — політичний діяч, дипломат УСРР, член ВУЦВК.

## Життєпис
Народився в Миргороді (за іншими данними — в містечку Устивиця Великобагачанського району Полтавської області) в багатодітній єврейській родині; батько — учитель. Закінчив міську школу в м. Ромни (1902), склав іспит при Полтавській гімназії на звання народного вчителя (1904). Від 1905 р. нелегально діяв на Полтавщині як соціаліст-революціонер; перебував під арештом (1906-1907) та наглядом поліції (1907—1909); з 1907 створював гуртки українських есерів; працював народним учителем.
У роки Першої світової війни служив у російському війську (1916 — серпень 1917).
Належав до Української партії соціалістів-революціонерів, «боротьбистів». Формально не входячи до її керівних органів, грав визначну роль у діяльності її лівого крила, яке в березні 1919 р. оформилось у партію боротьбистів. Мав значний вплив на її молодих лідерів. З кінця грудня 1919 р. — редагував російськомовну газету «Пролетарская правда». Вступив з частиною боротьбистів у компартію (1920), керував агітпоїздом голови Всеукраїнського ЦВК Г. Петровського, редагував газету «Сiльська бiднота». Обирався членом ВУЦВК 2-6-го скликань, кандидат у члени ВУЦВК 7-8-го скликань. Політкомісар Агітаційно-інструкторського потягу ВУЦВК ім. В.Леніна, редактор газети «Робітник і селянин» (серпень 1920 — квітень 1921). Член російсько-української делегації Російсько-українсько-польської комісії з репатріації (Варшава, 1921).
З серпня 1921 р. — 1-й секретар Повноважного представництва УСРР у Німеччині; з вересня 1922 — 1-й секретар Повноважного представництва УСРР в Австрії. За дорученням ЦК КП(б)У налагодив видання «совєтофільського» місячника «Нова громада» (Відень, 1923—1924) за редакцією С.Вітика. У 1923—1926 рр. керував українською секцією повноважного представництва СРСР у Празі (Чехословаччина). Під час перебування у Празі умовив багатьох українських студентів виїхати до СРСР. У 30-х роках багатьох із них репресували.
З лютого 1930 року очолював Управління в справах літератури та видавництва (Головліт) Наркомату освіти УСРР. Головний редактор журналу «Червоний шлях» (з 1930).
Був членом Державної комісії з розробки правил правопису української мови, учасник правописної конференції 1927 року у Харкові, на якій було затверджено т. зв. «Скрипниківський» правопис. Саме цей харківський правопис і досі деколи використовує у своїх виданнях українська діаспора.
Від 1 лютого 1930 до 15 травня 1931 — в апараті Народного комісаріату освіти УСРР (завідував Управлінням літератури, член колегії Народного комісаріату освіти, завідував сектором літературного контролю, в резерві відповідальних працівників Народного комісаріату освіти). Згодом — на видавничій роботі в Наркоматі юстиції УСРР, звідки звільнився через недугу.
23 березня 1937 здав партквиток, подав заяву про вихід з КП(б)У через хворобу. 18 вересня 1937 р. був заарештований у Харкові за звинуваченням у приналежності до Української військової організації. Винним себе не визнав. Помер у Харківській в'язниці. Слідчу справу щодо нього у зв'язку із його смертю припинено в грудні 1937 р.